# Kumano
Kumano (熊野市?, Kumano-shi) è una città giapponese della prefettura di Mie, fondata il 3 novembre 1954.

## Amministrazione

### Gemellaggi
- Bastos,  Brasile[1]
- Sorrento,  Italia[1]